# Obala Kulina bana (Sarajevo)
Obala Kulina bana jedna je od glavnih ulica Sarajeva, koja se nalazi na području općina Centar i Stari Grad. Ulica vodi pravcem zapad – istok, uzvodno uz desnu obalu Miljacke, od mosta Skenderija do Šeherćehajine ćuprije, a njome još od davne 1895. godine saobraća električni tramvaj, kojeg je Sarajevo imalo među prvim gradovima u ovom dijelu svijeta.
Ulica nosi ime po Kulinu banu, srednjovjekovnom bosanskom vladaru.

## Imena
Ulica koja vodi desnom obalom rijeke Miljacke, od ušća Koševskog potoka (most Skenderija), do Šeherćehajine ćuprije. Početak ulice pripada Općini Centar, a nakon mosta Drvenija ulica prelazi u općinu Stari Grad. U vrijeme austrougarske uprave, kada je reguliranjem toka Miljacke kao saobraćajnica i nastala, nosi ime Apelov kej, po Zemaljskom poglavaru, baronu Johanu Apelu. Godine 1919. dobila je ime Obala Vojvode Stepe Stepanovića, po vojvodi srbijanske i jugoslavenske vojske Stepi Stepanoviću. U vrijeme ustaške okupacije od 1941. do 1945. godine nosila je naziv Obala Adolfa Hitlera, a nakon oslobođenja je ponovo nazvana Obala vojvode Stepe.
Od 1993. godine njeno ime je Obala Kulina bana. Ime je dobila po banu Kulinu, po prvom značajnom bosanskom vladaru, koji je Poveljom od 29. kolovoza 1189. godine dozvolio Dubrovčanima slobodno trgovanje po banovini Bosni.

## Vanjske povezice
- Obala Kulina bana